# リーギ (小惑星)
リーギ (16766 Righi) は小惑星帯に位置する小惑星。イタリアのボローニャ県のピアノーロでヴィットリオ・ゴレッティ (Vittorio Goretti) が発見した。
ボローニャ生れの電磁気学分野の実験物理学者、アウグスト・リーギ（Augusto Righi、1850年 - 1920年）から命名された。